# Сервис индексирования и аннотирования
Сервис аннотирования — это сервис, который предоставляет аннотации публикаций, часто по теме или группе связанных тем, обычно по подписке. Сервис индексации — это сервис, который назначает документам дескрипторы и другие виды точек доступа. Сервис индексации слов сегодня в основном используется для компьютерных программ, но может также охватывать службы, предоставляющие back-of-the-book индексы, индексы журналов и связанные с ними виды индексов. Сервис индексации и аннотирования — это сервис, который обеспечивает сокращение или обобщение документов и назначает дескрипторы для ссылок на документы.
Продукт часто представляет собой аннотированный журнал или библиографический указатель, который может быть предметной библиографией или библиографической базой данных.